# Commandement de la gendarmerie outre-mer
Implanté à Arcueil (Val-de-Marne), le commandement de la gendarmerie outre-mer (CGOM) est un état-major du niveau « région zonale »  de la Gendarmerie nationale française qui administre les personnels implantés en outre-mer, en ambassades et en opérations extérieures. La gendarmerie prévôtale est également sous son autorité  . Les escadrons de gendarmerie mobile (EGM) déplacés pour renforcer le dispositif territorial ultra-marin ou en opérations extérieures (OPEX) passent également sous son commandement pendant le temps de leur mission.

## Gendarmerie outre-mer

### Présentation et missions
La gendarmerie est présente dans tous les départements et collectivités territoriales d'outre-mer.
Elle compte 4 307 personnels : 359 officiers, 24 officiers du corps de soutien administratif, 2 948 sous-officiers, 369 sous-officiers du corps de soutien administratif,
440 volontaires et 167 personnels civils.
Les gendarmes servant en outre-mer sont le plus souvent des gendarmes départementaux, affectés pour une durée de 3 à 4 ans.
On trouve 10 commandements de la Gendarmerie ou COMGEND, qui sont établis dans les départements (DOM) ou communautés (COM) d'outre-mer : Nouvelle-Calédonie, Wallis-et-Futuna, Polynésie française, La Réunion, Mayotte, Guyane, Martinique, Guadeloupe, Îles du Nord (Saint-Barthélemy et Saint-Martin) et Saint-Pierre-et-Miquelon.
Outre les missions traditionnelles exercées en métropole, la gendarmerie d'outre-mer assure dans certains territoires des fonctions et missions particulières (syndic des affaires coutumières, examinateur du permis de conduire, fonctionnaire huissier…).

### Historique
Sous l'Ancien Régime, la police des colonies est confiée soit à des régiments soit à des milices constituées de colons et commandées par des officiers du roi. En 1716, le gouverneur général de la Martinique, Duquesne y crée une première compagnie de la Maréchaussée (qui est l'ancêtre de la Gendarmerie). Une deuxième compagnie est implantée à Saint-Domingue en 1721 par le gouverneur général, le marquis de Sorel et une troisième à l'île Bourbon (La Réunion) en 1764. Ces compagnies de maréchaussée ne relèvent toutefois pas de la Connétablie et Maréchaussée de France mais, sur le plan local, de l'autorité exclusive des gouverneurs et, sur le plan central, du secrétariat à la marine. 
En 1791, comme en métropole, la Gendarmerie remplace la Maréchaussée (ou les milices là où la maréchaussée n'était pas implantée). Toutefois, dans certaines colonies, les missions de police restent confiées aux troupes de marine ou à des formations indigènes. Mais pendant les guerres de la Révolution et de l'Empire la France, qui a perdu la maîtrise des mers, perd toutes ses colonies entre 1803 et 1810 pour ne les récupérer qu'à la Seconde Restauration. Revenue avec la souveraineté française, la gendarmerie devient gendarmerie coloniale, puis,en 1825, Gendarmerie au service militaire des colonies avant de prendre, par ordonnance du 17 septembre 1830, l'appellation de Gendarmerie des colonies. À l'avènement du Second Empire, elle compte moins de 500 hommes répartis entre quatre compagnies (Martinique, Guadeloupe, Réunion et Guyane) et quatre détachements (Saint-Pierre-et-Miquelon, Sénégal, Nouvelle-Calédonie et Tahiti), auquel s'ajoutera un cinquième détachement en Cochinchine en 1861, transformé en compagnie en 1868. En 1870, ses effectifs atteignent 839 hommes, en 1900, 865 et en 1940 un millier d'hommes répartis en une quinzaine de détachements.
L'implantation de la gendarmerie suit la colonisation et des détachements de gendarmerie sont organisés en Afrique-Équatoriale française (AEF), en Afrique-Occidentale française (AOF) et à Madagascar. Certains territoires (Tchad, Gabon, Madagascar) voient également la création de formations d'auxiliaires indigènes. Cette présence prendra fin lors de la décolonisation, à partir de 1954 pour l'Indochine et à partir de 1960 pour le continent africain.  
En 1946, les colonies deviennent soit des départements soit des territoires d'outre-mer et en 1956-1957, les territoires d'outre-mer (à l'époque Nouvelle-Calédonie, Côte française des Somalis, Comores, Polynésie française, Saint-Pierre-et-Miquelon, Wallis et Futuna) acquièrent une autonomie partielle.
En 1948, les détachements coloniaux sont rattachés au nouveau ministère de la France d'outre-mer (loi n°48488 du 21 mars). En 1957 sont créés un cadre d'outre-mer destiné à seconder les personnels de la gendarmerie servant outre-mer ainsi qu'un corps de gardes auxiliaires de gendarmerie d'outre-mer. Ces derniers seront intégrés au sein des gendarmes auxiliaires par décret en mars 1967.
En 1960, les effectifs de la gendarmerie d'outre-mer atteignent 10240 hommes (157 officiers, 3312 sous-officiers et 6771 auxiliaires et gardes auxiliaires) mais la décolonisation se traduira par une diminution significative des effectifs qui seront progressivement ramenés à environ 3500 personnes aujourd'hui (ou environ 4800 si l'on inclut les escadrons de gendarmerie mobile déplacés).
Administrée directement par le ministère de la France d'outre-mer de 1948 à 1958, la gendarmerie d'outre-mer relève ensuite du centre d'administration de la gendarmerie d'outre-mer de Marseille(CAGOM) de décembre 1958 à 1987 puis du Centre d'administration de la gendarmerie nationale (CAGN) tandis qu'un Commandement des forces de gendarmerie outre-mer (CFGOM) dépendant directement du directeur de la gendarmerie et de la justice militaire est créé le 4 janvier 1964. Supprimé en 1987, il sera remplacé le 17 février 1989 par un nouveau Commandement de la Gendarmerie outre-mer (CGOM).
Les différentes formations relevant du CGOM (Légion Antilles-Guyane, commandements territoriaux divers etc.) ont été progressivement remplacées entre 1999 et 2004 par la structure actuelle articulée en COMGEND (Commandements de la gendarmerie pour la Martinique, la Guadeloupe, la Guyane, la Nouvelle-Calédonie, Saint-Pierre et Miquelon, la Réunion, Mayotte et la Polynésie).

### Organisation
L'Etat-major du CGOM

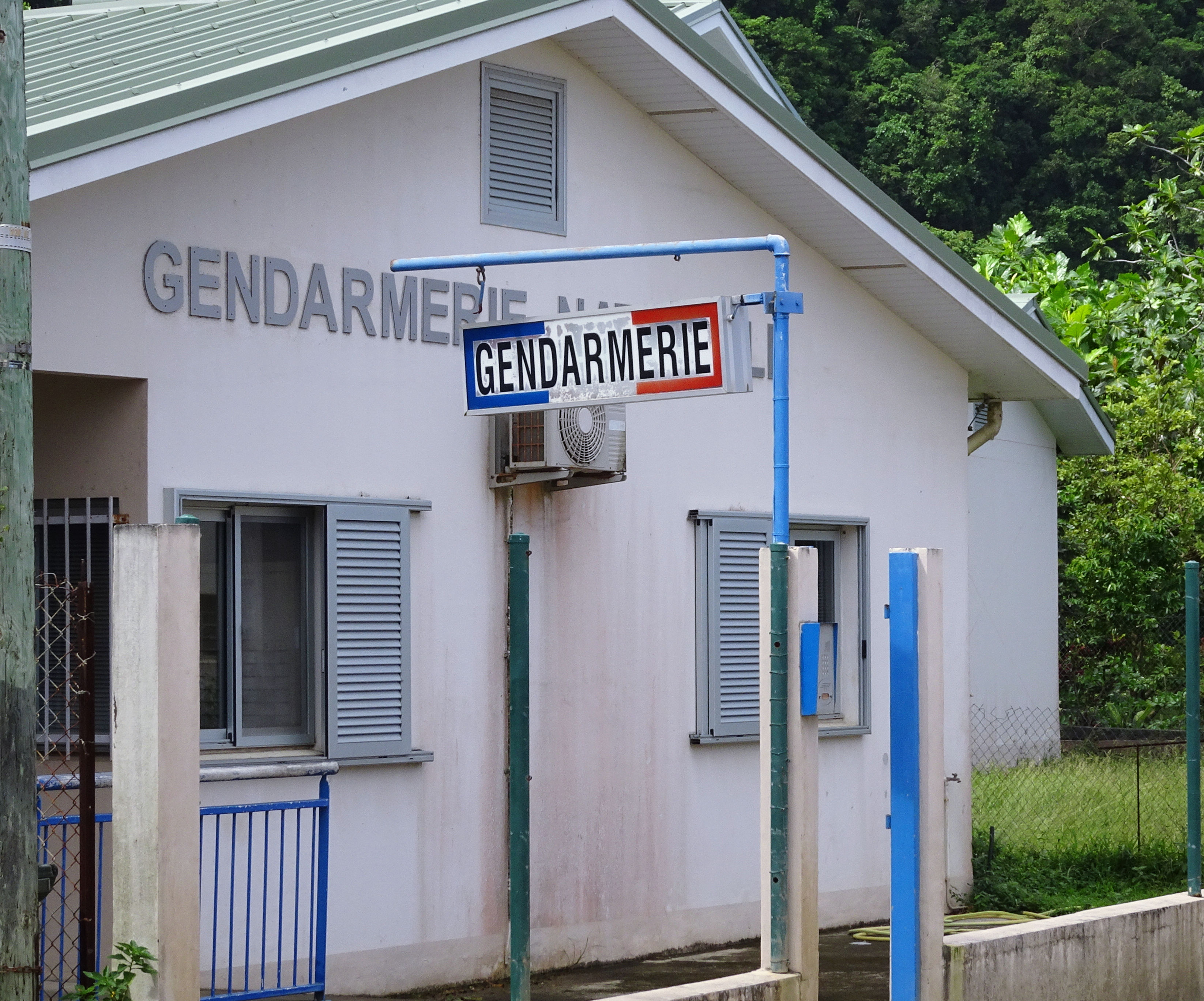
Gendarmerie à Leava, Wallis-et-Futuna

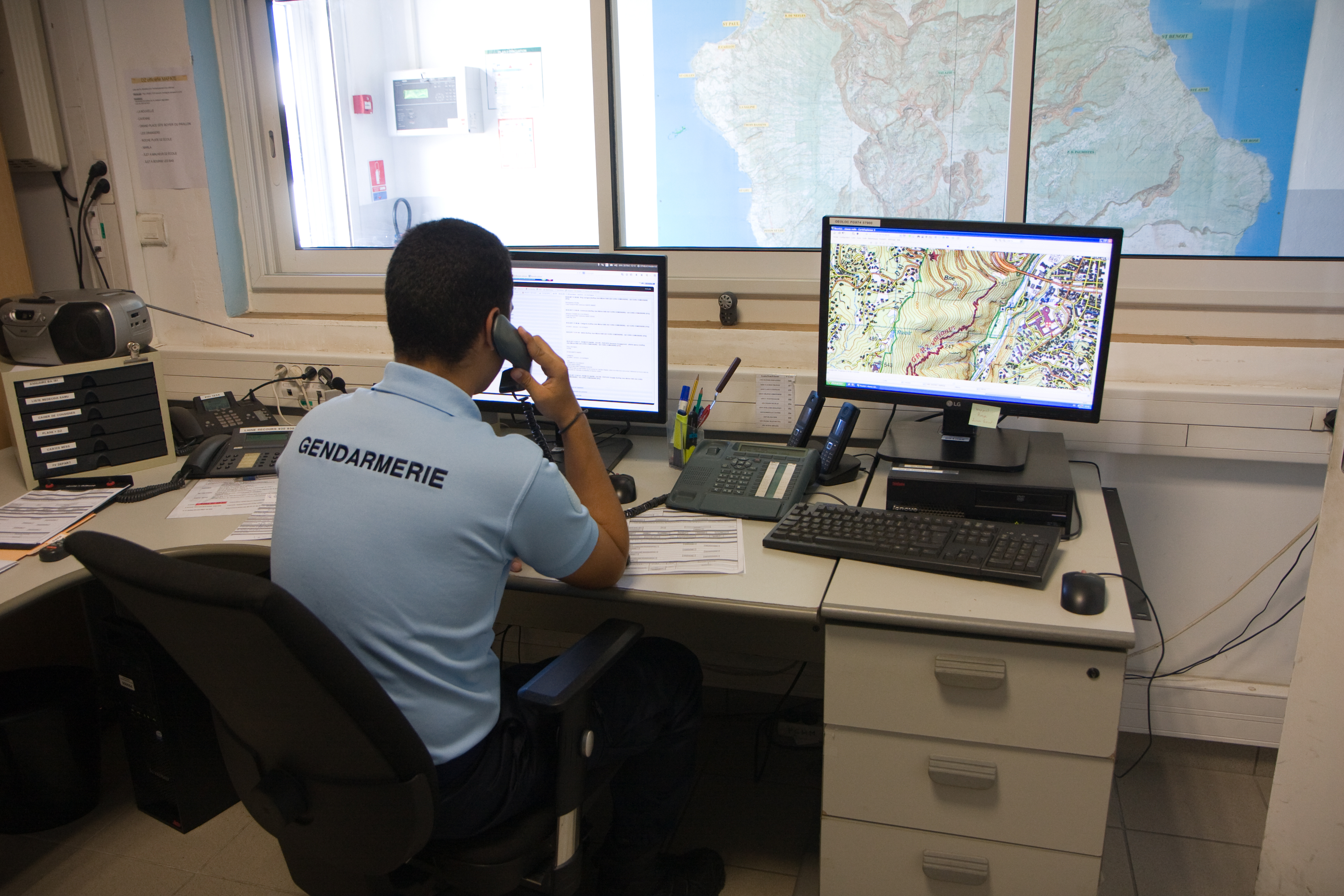
Poste de commandement du PGHM de La Réunion - 2017

Implanté à Arcueil (Val-de-Marne), il est organisé comme un état-major de région zonale  :
- Commandant CGOM
  - Cabinet-communication
  - Chargé de mission
  - Section pilotage, évaluation, contrôle de gestion
- Commandant en second
- Chef d'état-major
  - Section commandement
  - Bureau des personnels
  - Bureau organisation emploi
  - Bureau des soutiens et des finances

Les États-majors des commandements de gendarmerie territoriaux (COMGEND)
Dans chaque département ou territoire, on trouve un COMGEND dont l'état-major est organisé comme suit :  
- Commandant COMGEND
  - Officier-adjoint Renseignement
  - Officier-adjoint Police Judiciaire
- Commandant en second
- Chef d'état-major
  - Section commandement
  - Bureau des personnels
  - Bureau organisation emploi
  - Bureau des soutiens et des finances

En 2024, il existe 10 COMGEND dont 7 sont commandés par un général de brigade :
- Commandement de la gendarmerie de la Guadeloupe (COMGENDGP)
- Commandement de la gendarmerie de Saint-Barthélemy et Saint-Martin (COMGEND SBSM) [7]
- Commandement de la gendarmerie de la Guyane française (COMGENDGF)
- Commandant de la gendarmerie pour la Nouvelle-Calédonie (COMGENDNC)
- Commandement de la gendarmerie de La Réunion (COMGENDRE)
- Commandement de la gendarmerie de la Martinique (COMGENDMQ)
- Commandement de la gendarmerie de Mayotte (COMGENDYT)
- Commandement de la gendarmerie pour la Polynésie française (COMGENDPF)
- Commandement de la gendarmerie pour Saint-Pierre-et-Miquelon (COMGENDPM)
- Commandement de la gendarmerie de Wallis et Futuna (COMGENDWF)[8]

Les unités territoriales
- 18 communautés de brigades (COB) et 112 brigades territoriales autonomes (BTA)
- 20 compagnies
- 2 postes permanents (Îles du Salut et Les Trois Mares).

Les unités spécialisées
- 16 brigades motorisées (Bmo)
- 3 escadrons départementaux de la sécurité routière (EDSR),
- 18 pelotons de surveillance et d'intervention de la Gendarmerie (PSIG),
- 9 brigades nautiques (BN),
- 18 brigades de recherches (BR) et 7 sections de recherches (SR),
- 6 brigades de prévention de la délinquance juvénile (BPDJ),
- 1 peloton de gendarmerie de haute-montagne (PGHM),
- 7 Brigades départementales de renseignements et d'investigations judiciaires (BDRIJ),
- 5 sections aériennes de gendarmerie (SAG) et 7 brigades de gendarmerie des transports aériens (BGTA),
- 1 Centre de conduite des opérations de la mission Harpie en Guyane (CCO)

Il existe également un Peloton de Surveillance et d'Intervention à Cheval (PSIC) à Népoui (Nouvelle-Calédonie).
Les unités de maintien de l'ordre et de renfort de sécurité publique générale
- Plus d'une vingtaine d'escadrons de gendarmerie mobile, relevés tous les 3 ou 4 mois.
- 2 états-majors de groupement de gendarmerie mobile.

À noter que, depuis la réforme du Groupe d'intervention de la Gendarmerie nationale (GIGN) du 1er août 2021 (parfois appelée GIGN 3.0) les 7 antennes du GIGN implantées outre-mer sont, comme les 7 antennes de métropoles, pleinement intégrées - tant administrativement qu'opérationnellement - au GIGN  .

## Ambassades
Les gardes de sécurité ont pour mission générale d'assurer la sécurité des locaux diplomatiques ou consulaires et de contribuer à la protection des informations qui y sont traitées. Cette mission est partagée avec la police nationale.
La gendarmerie compte 293 militaires dans 94 représentations diplomatiques.
Au sein de certaines ambassades, le poste de chef de sécurité opérationnel (CSO) est tenu  par un militaire seul (un gradé) chargé d'organiser le service, de contrôler et de concevoir la sécurité du site. Ce personnel, qui supervise une équipe de taille variable en fonction du site, doit au préalablement avoir été affecté en ambassade en qualité de chef de détachement ou de garde.
En 2015, la gendarmerie occupe les postes de CSO suivants : Canada, Thaïlande, Taïwan et Arabie Saoudite.

## Groupement des opérations extérieures
Rattaché au CGOM, le groupement des opérations extérieures (GOPEX) est constitué de personnels affectés pour 4 ou 5 ans en son sein. Il procure à la Gendarmerie nationale une capacité de projection en tous temps et en tous lieux au profit des instances internationales (ONU, EU….).
Les opérations relevant de sa compétence incluent :
- missions de maintien de la paix et autres opérations extérieures
- missions au sein de la force de gendarmerie européenne (FGE ou EuroGendFor), qui regroupe la France, l'Espagne, l'Italie, les Pays-Bas, le Portugal et la Roumanie.

## Commandement de la gendarmerie prévôtale
La Gendarmerie prévôtale, ou prévôté est une formation dont la mission principale est la police judiciaire militaire auprès des Forces armées françaises stationnées hors du territoire français. Elle exerce également à l'étranger des missions de police générale, d'appui à la force et de renseignement dans le cadre d'interventions militaires françaises.
Pour accomplir ces missions, elle constitue des détachements prévôtaux :
- permanents, auprès des forces stationnées à l'étranger, ou
- de circonstance, auprès des forces en opérations.

En 2019, le commandement de la gendarmerie prévôtale comptait :
• 6 détachements prévôtaux de circonstance au Liban, au Niger, au Mali, en Centrafrique, en Jordanie et au Tchad,
• 6 détachements prévôtaux permanents en Allemagne, à Djibouti, aux Émirats arabes unis, au Gabon, en Côte d'Ivoire et au Sénégal.
À noter que les termes de prévôté et de police militaire ne sont pas équivalents car, dans de nombreux pays, la police militaire remplit un éventail de missions différent de celui de la prévôté française et souvent plus large - allant par exemple du contrôle du trafic routier à la surveillance des prisonniers de guerre.

## Dénominations et liste des commandants
Depuis sa création, en 1950, le commandement de la gendarmerie d'outre-mer a connu plusieurs dénominations successives. Le tableau ci-dessous présente ces appellations ainsi que le nom de ses commandants. 
- Inspecteurs Délégués de la Gendarmerie d'Outre-mer (1950-1964)
  - 1950-1956 Général de brigade E. Cases
  - 1956-1962 Général de brigade F. Cathoulic
  - 1962-1963 Général de brigade A. Dailly
  - 1963-1964 Colonel R. Germain

- Commandants des Forces de Gendarmerie d'Outre-mer (1964-1987)
  - 1964-1966 Général de brigade L. Allais
  - 1967-1970 Général de brigade J. Richard
  - 1971-1973 Général de brigade E. Saulais
  - 1973-1977 Général de brigade M. Giguet
  - 1977-1979 Général de brigade P. Bagarie
  - 1979-1982 Général de brigade H. Bagnouls
  - 1982-1985 Général de brigade G. Aguillon
  - 1985-1987 Général de brigade L. Bazard

- Commandants de la Gendarmerie outre mer (depuis 1990)
  - 1990-1993 Général de division P. Perrennez
  - 1993-1995 Général de division C. Lemée
  - 1995-1998 Général de division JP. Sabatier-Dages
  - 1998-1999 Général de division JP. Villermin-Lecolier
  - 1999-2003 Général de division D. Macagno
  - 2003-2007 Général de division JR. Travers
  - 2007-2010 Général de corps d'armée C. Vicaire
  - 2010-2011 Général de division JR. Vechambre
  - 2011-2014 Général de corps d'armée S. Caillet
  - 2014-2016 Général de corps d'armée B. Soubelet
  - 2016-2019 Général de corps d'armée L. Lucas[10]
  - 2019-2022 Général de corps d'armée Jean-Marc Descoux [11]
  - 2022-2023 Général de corps d'armée André Pétillot [12]
  - 2023-2025 Général de corps d'armée Lionel Lavergne [13]
  - 2025- Général de corps d'armée Pierre Poty [1]